# Collegio di Rayleigh and Wickford
Rayleigh and Wickford è un collegio elettorale situato nell'Essex, nell'Est dell'Inghilterra, e rappresentato alla Camera dei comuni del Parlamento del Regno Unito. Elegge un membro del parlamento con il sistema first-past-the-post, ossia maggioritario a turno unico; l'attuale parlamentare è Mark Francois del Partito Conservatore, che rappresenta il collegio dal 2010.

## Estensione

Rayleigh and Wickford dal 2010 al 2024

Il Parlamento approvò la quinta revisione periodica dei collegi di Westminster, effettuata dalla Boundary Commission for England, per assegnare all'Essex un ulteriore seggio in occasione delle elezioni generali del 2010. Il collegio constava dei seguenti ward elettorali:
- Wickford Castledon, Wickford North e Wickford Park nel distretto di Basildon;
- Ashingdon and Canewdon, Downhall and Rawreth, Grange, Hawkwell North, Hawkwell South, Hawkwell West, Hockley Central, Hockley North, Hockley West, Hullbridge, Lodge, Rayleigh Central, Sweyne Park, Trinity, Wheatley e Whitehouse nel distretto di Rochford.

L'ex collegio di Rayleigh fu abolito in conseguenza di questi cambiamenti.
Nel 2024 fu modificata l'estensione del collegio, che ora comprende i ward di:
- Wickford Castledon, Wickford North e Wickford Park nel distretto di Basildon;
- Downhall and Rawreth; Hawkwell East; Hawkwell West; Hockley; Hockley and Ashingdon; Hullbridge; Lodge; Sweyne Park and Grange; Trinity e Wheatley nel distretto di Rochford.[1]

## Membri del parlamento
| Elezione | Elezione | Deputato      | Partito      |
| -------- | -------- | ------------- | ------------ |
|          | 2010     | Mark Francois | Conservatore |

## Elezioni

### Elezioni negli anni 2020
| Partito                    | Partito                                   | Candidato                  | Risultati 4 luglio 2024 | Risultati 4 luglio 2024 |
| Partito                    | Partito                                   | Candidato                  | Voti                    | %                       |
| -------------------------- | ----------------------------------------- | -------------------------- | ----------------------- | ----------------------- |
|                            | Conservatore                              | Mark Francois              | 17 756                  | 37,01                   |
|                            | Reform UK                                 | Grant Randall              | 12 135                  | 25,29                   |
|                            | Laburista                                 | James Hedges               | 11 823                  | 24,64                   |
|                            | Lib Dem                                   | Stewart Mott               | 4 068                   | 8,48                    |
|                            | Verdi                                     | Christopher Taylor         | 2 196                   | 4,58                    |
|                            |                                           |                            |                         |                         |
| Iscritti                   | Iscritti                                  | Iscritti                   | 76 576                  | 100,00                  |
| ↳ Votanti (% su iscritti)  | ↳ Votanti (% su iscritti)                 | ↳ Votanti (% su iscritti)  | 47 978                  | 62,65                   |
| ↳ Astenuti (% su iscritti) | ↳ Astenuti (% su iscritti)                | ↳ Astenuti (% su iscritti) | 28 598                  | 37,35                   |
|                            |                                           |                            |                         |                         |
|                            | Esito: collegio confermato a Conservatore |                            |                         |                         |

### Elezioni negli anni 2010
| Partito                    | Partito                                   | Candidato                  | Risultati 12 dicembre 2019 | Risultati 12 dicembre 2019 |
| Partito                    | Partito                                   | Candidato                  | Voti                       | %                          |
| -------------------------- | ----------------------------------------- | -------------------------- | -------------------------- | -------------------------- |
|                            | Conservatore                              | Mark Francois              | 39 864                     | 72,61                      |
|                            | Laburista                                 | David Flack                | 8 864                      | 16,15                      |
|                            | Lib Dem                                   | Ron Tindall                | 4 171                      | 7,60                       |
|                            | Verdi                                     | Paul Thorogood             | 2 002                      | 3,65                       |
|                            |                                           |                            |                            |                            |
| Iscritti                   | Iscritti                                  | Iscritti                   | 78 959                     | 100,00                     |
| ↳ Votanti (% su iscritti)  | ↳ Votanti (% su iscritti)                 | ↳ Votanti (% su iscritti)  | 54 901                     | 69,53                      |
| ↳ Astenuti (% su iscritti) | ↳ Astenuti (% su iscritti)                | ↳ Astenuti (% su iscritti) | 24 058                     | 30,47                      |
|                            |                                           |                            |                            |                            |
|                            | Esito: collegio confermato a Conservatore |                            |                            |                            |

| Partito                    | Partito                                   | Candidato                  | Risultati 8 giugno 2017 | Risultati 8 giugno 2017 |
| Partito                    | Partito                                   | Candidato                  | Voti                    | %                       |
| -------------------------- | ----------------------------------------- | -------------------------- | ----------------------- | ----------------------- |
|                            | Conservatore                              | Mark Francois              | 36 914                  | 66,72                   |
|                            | Laburista                                 | Mark Daniels               | 13 464                  | 24,34                   |
|                            | UKIP                                      | Peter Smith                | 2 326                   | 4,20                    |
|                            | Lib Dem                                   | Ron Tindall                | 1 557                   | 2,81                    |
|                            | Verdi                                     | Paul Hill                  | 1 062                   | 1,92                    |
|                            |                                           |                            |                         |                         |
| Iscritti                   | Iscritti                                  | Iscritti                   | 78 583                  | 100,00                  |
| ↳ Votanti (% su iscritti)  | ↳ Votanti (% su iscritti)                 | ↳ Votanti (% su iscritti)  | 55 323                  | 70,40                   |
| ↳ Astenuti (% su iscritti) | ↳ Astenuti (% su iscritti)                | ↳ Astenuti (% su iscritti) | 23 260                  | 29,60                   |
|                            |                                           |                            |                         |                         |
|                            | Esito: collegio confermato a Conservatore |                            |                         |                         |

| Partito                    | Partito                                   | Candidato                  | Risultati 7 maggio 2015 | Risultati 7 maggio 2015 |
| Partito                    | Partito                                   | Candidato                  | Voti                    | %                       |
| -------------------------- | ----------------------------------------- | -------------------------- | ----------------------- | ----------------------- |
|                            | Conservatore                              | Mark Francois              | 29 088                  | 54,66                   |
|                            | UKIP                                      | John Hayter                | 11 858                  | 22,28                   |
|                            | Laburista                                 | David Hough                | 6 705                   | 12,60                   |
|                            | Indipendente                              | Linda Kendall              | 2 418                   | 4,54                    |
|                            | Lib Dem                                   | Mike Pitt                  | 1 622                   | 3,05                    |
|                            | Verdi                                     | Sarah Yapp                 | 1 529                   | 2,87                    |
|                            |                                           |                            |                         |                         |
| Iscritti                   | Iscritti                                  | Iscritti                   | 77 920                  | 100,00                  |
| ↳ Votanti (% su iscritti)  | ↳ Votanti (% su iscritti)                 | ↳ Votanti (% su iscritti)  | 53 220                  | 68,30                   |
| ↳ Astenuti (% su iscritti) | ↳ Astenuti (% su iscritti)                | ↳ Astenuti (% su iscritti) | 24 700                  | 31,70                   |
|                            |                                           |                            |                         |                         |
|                            | Esito: collegio confermato a Conservatore |                            |                         |                         |

| Partito                    | Partito                                         | Candidato                  | Risultati 6 maggio 2010 | Risultati 6 maggio 2010 |
| Partito                    | Partito                                         | Candidato                  | Voti                    | %                       |
| -------------------------- | ----------------------------------------------- | -------------------------- | ----------------------- | ----------------------- |
|                            | Conservatore                                    | Mark Francois              | 30 257                  | 57,81                   |
|                            | Lib Dem                                         | Susan Gaszczak             | 7 919                   | 15,13                   |
|                            | Laburista                                       | Michael Le Surf            | 7 577                   | 14,48                   |
|                            | Democratici                                     | John Hayter                | 2 219                   | 4,24                    |
|                            | UKIP                                            | Tino Callaghan             | 2 211                   | 4,22                    |
|                            | BNP                                             | Tony Evennett              | 2 160                   | 4,13                    |
|                            |                                                 |                            |                         |                         |
| Iscritti                   | Iscritti                                        | Iscritti                   | 76 072                  | 100,00                  |
| ↳ Votanti (% su iscritti)  | ↳ Votanti (% su iscritti)                       | ↳ Votanti (% su iscritti)  | 52 343                  | 68,81                   |
| ↳ Astenuti (% su iscritti) | ↳ Astenuti (% su iscritti)                      | ↳ Astenuti (% su iscritti) | 23 729                  | 31,19                   |
|                            |                                                 |                            |                         |                         |
|                            | Esito: collegio a Conservatore (nuovo collegio) |                            |                         |                         |

## Risultati dei referendum

### Referendum sulla permanenza del Regno Unito nell'Unione europea del 2016
|             | Collegio              | Lasciare UE % | Rimanere in UE % |
| ----------- | --------------------- | ------------- | ---------------- |
|             | Rayleigh and Wickford | 67,8%         | 32,2%            |
| Inghilterra | 53,3%                 | 46,7%         |                  |
| Regno Unito | 51,9%                 | 48,1%         |                  |